# Morpho monicae
Morpho monicae är en fjärilsart som beskrevs av Tarel 1932. Morpho monicae ingår i släktet Morpho och familjen praktfjärilar. Inga underarter finns listade i Catalogue of Life.